# Dissection
Dissection foi uma banda de black metal da Suécia formada em 1989 pelo guitarrista e vocalista Jon Nödtveidt. A princípio a proposta da banda era fazer um death metal com influências de black metal melódico, mas com o tempo, o grupo acabou se tornando apenas de black metal melódico, mantendo a temática da banda, que girava em torno de ocultismo, satanismo, trevas e morte. No dia 13 de agosto de 2006, o seu fundador, Jon Nödtveidt, cometeu suicídio, o que consequentemente levou ao fim da banda.

## História

### Primeira era
O Dissection foi uma conhecida banda de black metal/death metal melódioco formada em 1989 em Strömstad, Suécia, pelo compositor/guitarrista/vocalista Jon Nödtveidt.
Em 1988, na pequena cidade sueca de Strömstad, foi formada uma banda de thrash metal com o nome de Siren’s Yell. Seus membros eram Jon Nödtveidt, Ole Öhman, Peter Palmdahl, e Mattias Johansson. O grupo gravou apenas uma demo antes de se separar em 1989. Nödveidt e Öhman continuaram tocando na banda Rabbit’s Carrot, na qual reclamavam de nunca se sentirem em casa (especialmente Nödveidt). Nödveidt aprendendia cada vez mais sobre death metal e outros estilos de música extrema envolvida com black metal.
O Dissection foi oficialmente formado no outono de 1989 por Nödveidt. Mas a formação do Dissection ainda não estava pronta até o início do próximo ano, quando o guitarrista John Zwetsloot entrou para a banda.
Em 1990, o grupo fez seu primeiro show, junto com o Entombed. No mesmo ano, eles também gravaram e lançaram a primeira demo, “The Grief Prophecy”. Ela contava com três sons e a ilustração de capa feita pelo artista conhecido como Necrolord, que desde o início criou as artes dos álbuns do Dissection. Uma edição especial de “The Grief Prophecy” foi mais tarde lançada em memória de Dead (membro e vocalista da banda norueguesa de black metal Mayhem) que se suicidou em 1991. O lançamento especial trazia na capa um desenho feito por Dead. O Dissection tocou um show em sua honra, no qual executaram um som do Mayhem, “Freezing Moon”. “The Grief Prophecy” se espalhou rapidamente pela região e a gravadora francesa Corpsegrinder Records ofereceu ao Dissection um contrato para gravar um EP. Depois daquele ano, a banda aceitou o contrato e gravou Into Infinite Obscurity e continuou sua tour.
Em 1992, o Dissection começou o trabalho de seu primeiro álbum, The Somberlain. Por problemas de coordenação entre os membros, a banda mudou-se para Gotemburgo, ao sul da Suécia (onde dividiram um espaço de gravação com o At the Gates) no verão de 1993. O álbum foi terminado e lançado em dezembro daquele ano. Foi formalmente dedicado à Euronymous, guitarrista do Mayhem, que foi assassinado no início daquele mesmo ano. A banda fez uma participação em uma coletânea da Peaceville Records.
Em novembro de 1994, o Dissection assinou um contrato de gravação com a já conhecida gravadora Nuclear Blast Records. Em 1995, o segundo álbum da banda, intitulado Storm of the Light’s Bane foi lançado. No ano seguinte, a banda também lançou um pequeno EP chamado Where Dead Angels Lie. Esse EP mais tarde foi relançado em edições raras e importadas, contendo apenas covers e faixas da primeira demo.

### Pausa e retorno
Em 1997, Jon Nödtveidt foi sentenciado por ajudar a matar um homossexual de 38 anos em Gotemburgo. Foi solto no outono de 2004. Neste momento, Nödtveidt reformulou o Dissection, que agora contava com Sethlans Teitan na guitarra, Brice Leclercq no baixo (mais tarde substituído por Erik Danielsson para shows) e Tomas Asklund na bateria. Gravou um single de duas faixas intitulado Maha Kali. Após o lançamento, saíram em uma grande turnê, batizada de The Rebirth of Dissection, que posteriormente teve um show lançado em vídeo.
O Dissection sofreu uma transformação musical após Jon Nödtveidt sair da prisão. O estilo de som, que era mais em uma combinação de death metal e black metal em seus dois primeiros álbuns, mudou para um death metal melódico no novo álbum lançado, Reinkaos.
Em 2006, o Dissection lançou seu terceiro álbum de estúdio Reinkaos, através da própria gravadora em associação com a The End Records. As letras no álbum Reinkaos possuem “fórmulas mágicas” e são baseadas nos ensinamentos da Ordem Misantrópica Luciferiana, da qual Nödtveidt e alguns outros grupos eram membros.

### Fim
Pouco depois do lançamento de Reinkaos, em maio de 2006, em uma entrevista on-line, o Dissection anunciou seus planos de se separar após a turnê, que incluía duas datas nos Estados Unidos que acabaram sendo canceladas.
O último show foi em 24 de junho de 2006, em Estocolmo. Como Jon explicou em uma entrevista : “…com Reinkaos nós alcançamos o capítulo final. O trabalho do Dissection está feito e esse é o nosso legado.”

### Suicídio de Nödtveidt
Jon Nödtveidt, aos 31 anos, cometeu suicídio atirando em si mesmo em algum momento entre 13 e 16 de agosto de 2006. A polícia sueca achou o corpo em seu apartamento no dia 16 de agosto ao lado de uma cópia do Liber Azerate. De acordo com algumas pessoas que o conheciam, ele já provavelmente planejara isso desde o momento em que deixou a prisão.

## Integrantes

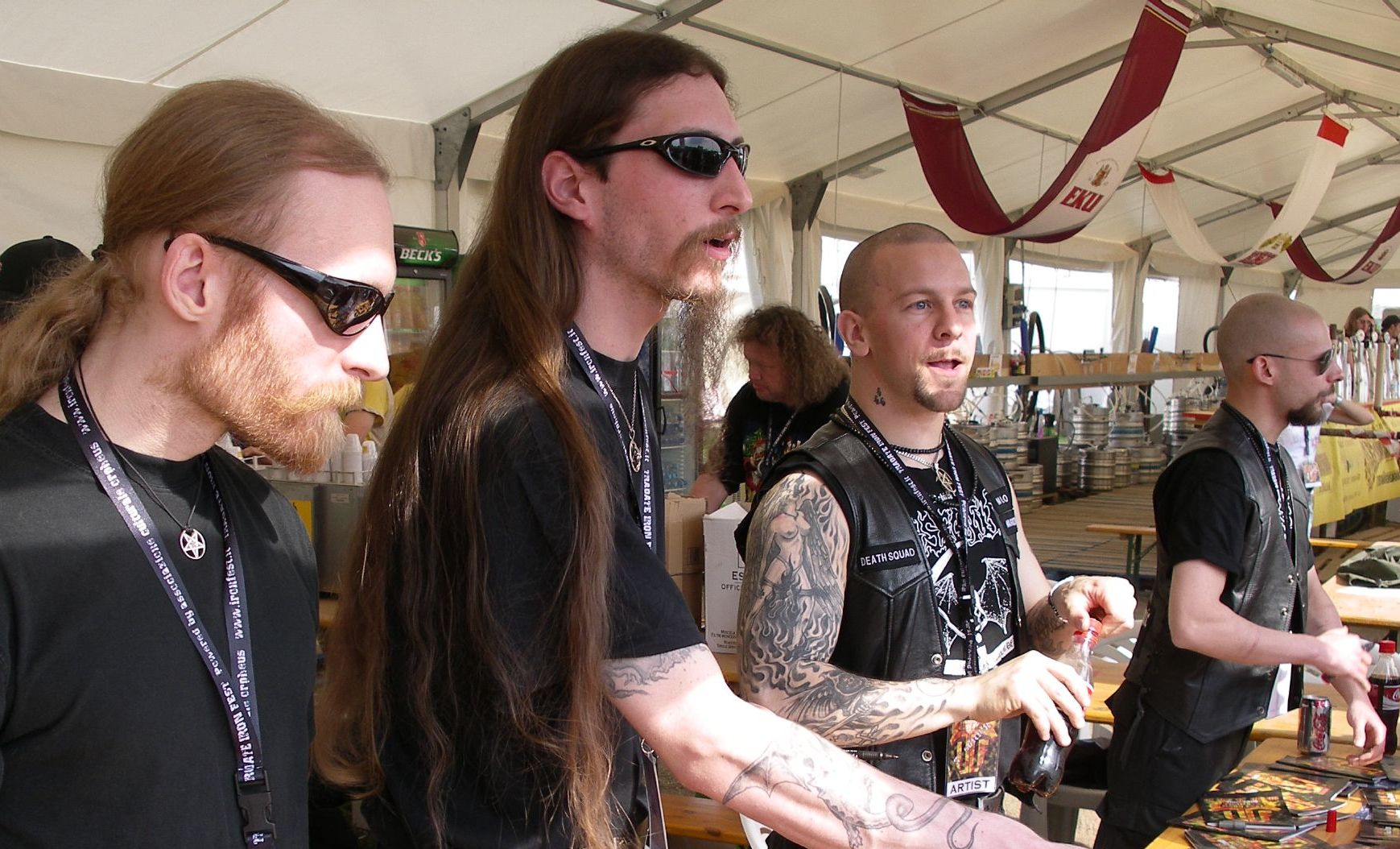
Da esquerda para direita: Tomas Asklund, Julien Brice LeClercq, Jon Nödtveidt, Set Teitan.

### Última formação
- Jon Nödtveidt – vocal, guitarra (1989–1997, 2004–2006; falecido em 13 de agosto de 2006)
- Set Teitan – guitarra (2004–2006)
- Tomas Asklund – bateria (2004–2006)

### Ex-Integrantes
Guitarra
- Mattias "Mäbe" Johansson (1990) (sessão/ao vivo)
- John Zwetsloot (1991–1994)
- Johan Norman (1994–1997)

Bateria
- Ole Öhman (1990–1995)
- Tobias Kjellgren (1995–1997)

Baixo
- Peter Palmdahl (1989–1997)
- Emil Nödtveidt (1997) (sessão/ao vivo)
- Brice LeClercq (2004–2005)
- Hakon Forwald (2005)
- Erik Danielsson (2005–2006) (sessão/ao vivo)

## Discografia
| Álbuns de estúdio - 1993 - The Somberlain - 1995 - Storm Of The Light's Bane - 2006 - Reinkaos EPs - 1991 - Into Infinite Obscurity - 1996 - Where Dead Angels Lie Singles - 2004 - "Maha Kali" - 2006 - "Starless Aeon" | Demos - 1990 - The Grief Prophecy - 1992 - The Somberlain Coletânea - 1998 - The Past Is Alive (The Early Mischief) Álbum ao vivo - 2003 - Live Legacy DVD - 2006 - Rebirth Of Dissection |